# Danesfield
Danesfield är en by i Buckinghamshire i England. Byn är belägen 51,3 km 
från Buckingham. Orten har 564 invånare (2015).